# Gallur
Gallur é um município da Espanha na província de Saragoça, comunidade autónoma de Aragão. Tem 41,7 km² de área e em 2021 tinha 2 555 habitantes (densidade: 61,3 hab./km²).

## Demografia
| Variação demográfica do município entre 1991 e 2004 | Variação demográfica do município entre 1991 e 2004 | Variação demográfica do município entre 1991 e 2004 | Variação demográfica do município entre 1991 e 2004 |
| --------------------------------------------------- | --------------------------------------------------- | --------------------------------------------------- | --------------------------------------------------- |
| 1991                                                | 1996                                                | 2001                                                | 2004                                                |
| 3066                                                | 2992                                                | 2900                                                | 2938                                                |